# Princesa Adormecida
Princesa Adormecida é um filme brasileiro de Comédia dramática produzido pela Panorâmica em coprodução com Manequim Filmes e Warner Br. Discovery com direção de Cláudio Boeckel. O roteiro de Marcelo Saback e Bruno Garotti em colaboração com Paula Pimenta e Lara Rodi é baseado no livro homônimo de 2014, da escritora Paula Pimenta.
Estrelado por Pietra Quintela, Guilherme Cabral, Patrícia França e Lívia Silva estreou em 15 de agosto de 2024 nos cinemas.

## Sinopse
Doroteia, uma brasileira, vai para o exterior para estudar gastronomia e conhece o Príncipe francês Stefan através de sua amiga Marie Malleville. Eles se apaixonam, e Doroteia engravida, dando à luz a Áurea, a Princesa Adormecida. Malleville tenta arruinar a felicidade do casal ao sequestrar a pequena princesa, mas é denunciada por Felipe, amigo da família. Após três anos na prisão, Marie volta a ameaçar Doroteia, levando os pais de Áurea a encenar sua morte e enviá-la secretamente para o Brasil, onde é criada pelos irmãos de sua mãe. Conhecida como Anna Rosa, ela cresce sob a proteção controladora dos tios até os 16 anos, quando suas amigas a levam para uma festa na cidade. Lá, ela conhece a Dj Cinderela e troca números de celular. Ao receber mensagens de Phil, um garoto misterioso, Rosa se apaixona por ele, sem saber que Phil é parte de um plano de vingança de Marie.

## Elenco
- Pietra Quintela como  Áurea Bellora/Rosa Lopes
- Guilherme Cabral como Felipe Hoffel (Phil)
- Patrícia França como Marie Malleville/Madame Sophie
- Livia Silva como Clara
- Juliana Knust como Dorotéia Bellora Lopes
- Aramis Trindade como Florindo Lopes
- Cláudio Mendes como Fausto Lopes
- René Stern como Petrônio Lopes
- Leopoldo Rodriguez como Stefan Bellora
- Ju Colombo como Madre Superiora Ana Pereira
- Paulo Américo como Inspetor Beto
- Maisa Silva como Cintia Dorella (Cinderela Pop)

## Recepção
Em sua crítica para O Mundo Autista, Sophia Mendonça consioderou que a obra apresenta uma princesa mais consciente, mantendo caractéristicas como a meiguice e a ingenuidade, e destacou o tom de risco e perigo como um fator que torna a narrativa mais densa. Janda Montenegro, do CinePOP, elogiou o modo como o filme relaciona os anseios contemporâneos da juventude com o imaginario lúdico da realeza.